# Tommy's Money Scheme
Tommy's Money Scheme è un cortometraggio muto del 1914 diretto da Frank Wilson.

## Trama
Il figlio di un ladro si mette a raccogliere fondi a favore della sorella che sta per morire.

## Produzione
Il film fu prodotto dalla Hepworth.

## Distribuzione
Distribuito dalla Hepworth, il film - un cortometraggio in una bobina - uscì nelle sale cinematografiche britanniche nel dicembre 1914.
Fu distrutto nel 1924 dallo stesso produttore, Cecil M. Hepworth. Fallito, in gravissime difficoltà finanziarie, Hepworth pensò in questo modo di poter almeno recuperare il nitrato d'argento della pellicola.